# Ferdinand Otto Miksche
Ferdinand Otto Miksche (* 11. April 1905 in Teschen, Österreich-Ungarn; † 23. Dezember 1992 in Le Chesnay) war ein tschechoslowakischer und französischer Offizier und Militärschriftsteller.

## Leben
Miksche war der Sohn eines österreichischen Generalstabsoffiziers. Von 1915 bis 1918 war er österreichischer Kadettenschüler. 1918 wurde er Staatsbürger der Tschechoslowakischen Republik; von 1926 bis 1929 besuchte er die dortige Militärakademie. 1936 lieferte die Tschechoslowakei Material an die republikanische Regierung im Spanischen Bürgerkrieg. Miksche wurde als Instrukteur für Artilleriematerial nach Spanien entsandt und übernahm dort Aufgaben in der spanischen Armee, zuletzt als Major in einem Artillerieverband.
Nach deren Niederlage floh er nach Frankreich, konnte aber wegen der Zerschlagung der Rest-Tschechei durch das nationalsozialistische Deutschland nicht in seine Heimat zurückkehren. Er gelangte nach Großbritannien und schloss sich dort den Forces françaises libres des Generals Charles de Gaulle an. Von 1941 bis 1942 absolvierte er den achtmonatigen Generalstabskurs der britischen Armee in Sandhurst. Nach der Landung der Alliierten in der Normandie wurde er in die tschechoslowakische Armee versetzt und Verbindungsoffizier der tschechoslowakischen Exilregierung beim Oberbefehlshaber der alliierten Streitkräfte Dwight D. Eisenhower. Darauf folgten bis Ende 1947 Verwendungen als Militärattaché in Paris und Brüssel im Rang eines Oberstleutnants. Er trat wegen der bevorstehenden kommunistischen Machtübernahme in seiner Heimat (Februarumsturz) wieder als Generalstabsoffizier in die französischen Streitkräfte ein. Von 1950 bis 1955 lehrte er an der Kriegsschule in Lissabon. Er wurde zum Ritter der Ehrenlegion ernannt und 1968 pensioniert.
Er erhielt mehrere französische, britische und portugiesische Auszeichnungen. Bekannt wurde Miksche durch zahlreiche militärwissenschaftliche Bücher. Er lebte in Frankreich und starb dort 1992. 

## Publikationen (Auswahl)
- Atomic Weapons and Armies. Praeger, 1955 (babel.hathitrust.org).
- Das Ende der Gegenwart: Europa ohne Blöcke. Herbig, München 1990, ISBN 3-7766-1627-X.
- Blitzkrieg – the German method 1939–1941. Military Library Research Service, 2006, ISBN 1-905696-14-0 (Erstausgabe:  1941).